# Vaud kanton
Vaud (francia, kiejtése kb. „vó”, németül Waadt) Svájc harmadik legnépesebb és negyedik legnagyobb területű kantonja az ország nyugati részén. Fővárosa Lausanne, itt található a Nemzetközi Olimpiai Bizottság székhelye. 2013-ban 749 373 lakosa volt, melynek többsége francia anyanyelvű.

## Története

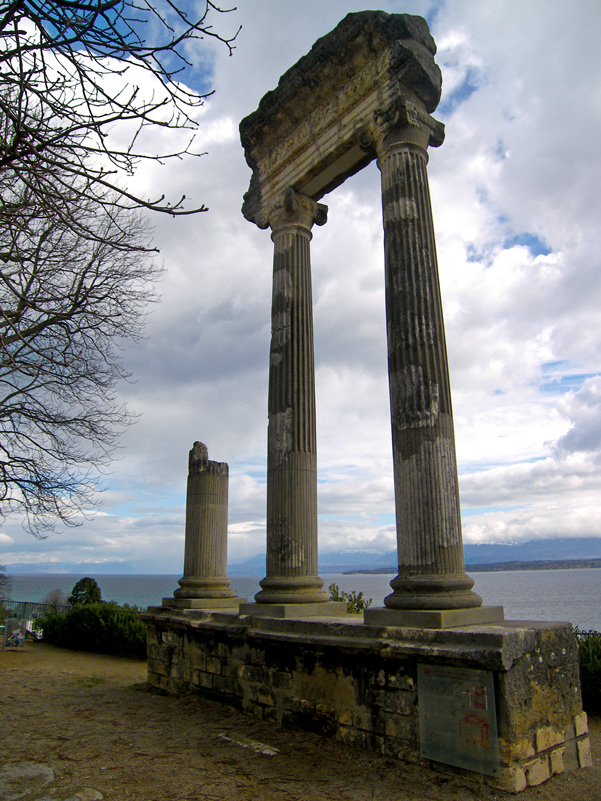
Római romok Nyonban

Az ókorban a kelta helvétek törzse telepedett meg a mai Vaud kanton területén. I.e. 58-ban Julius Caesar legyőzte őket és később területüket a Római Birodalomhoz csatolták. A rómaiak alapították Viviscus (Vevey) és Lausonium (Lausanne) városokat, i.e. 27-ben pedig Aventicum (Avenches) központtal létrehozták a Civitas Helvetiorum-ot. A 2. és 4. század között az alemannok több alkalommal feldúlták a régiót, az 5. században pedig burgundok telepedtek meg itt. A burgundok uralmát felváltotta a frank Meroving-dinasztia hatalma, majd Vaud Nagy Károly birodalmának lett a része. 1032-ben a német Zähringen-ház szerezte meg a leendő kanton területét. A Zähringenek hanyatlása után itteni birtokaikat Savoya grófjai szerezték meg, akik azokat a Vaudi báróságban egyesítették. A 15. században a Savoyai-ház hatalma meggyengült és Vaud-t az Ósvájci Konföderációhoz tartozó Bern csapatai szállták meg, 1536-ra pedig teljesen annektálták a területet.
A reformációt Jean Calvin tanítványai, köztük Pierre Viret indították el és Lausanne katedrálisában egy híres teológiai vitára is sor került. Bern támogatásával a város lakossága hamarosan áttért a protestáns hitre.
A helyi francia nyelvű lakosság lázadozott a berni német vezetés ellen. 1723-ban Abraham Davel kezdeményezett felkelést Bern ellen, de a hatóságok elfogták és lefejezték. A francia forradalom után, 1797-ben elűzték a berni kormányzót és Párizs támogatásával kikiáltották a Léman Köztársaságot. Pár hónappal később a franciák megszállták egész Svájcot és átalakították Helvét Köztársasággá, amelybe Vaud-t Léman kanton néven tagozták be. A központi helvét kormány megpróbálta visszaállítani a köztársaság által eltörölt feudális jogokat és adókat; emiatt 1802-ben felkelés tört ki. Maga a Helvét Köztársaság is megbukott 1803-ban és az újjászervezett Svájci Államszövetséghez az önálló Vaud kanton is csatlakozott.
A 19. század 40-es éveiben a protestáns Vaud nyíltan kiállt a katolikus, konzervatív kantonokat tömörítő Sonderbund ellenében. A Sonderbund 1847-ben fellázadt, de a 100 ezernyi kormánykatona minimális veszteségekkel elfojtotta a felkelést. Vaud alkotmányát 1885-ben írták, melyet utoljára 2003 áprilisában módosítottak.

## Földrajza

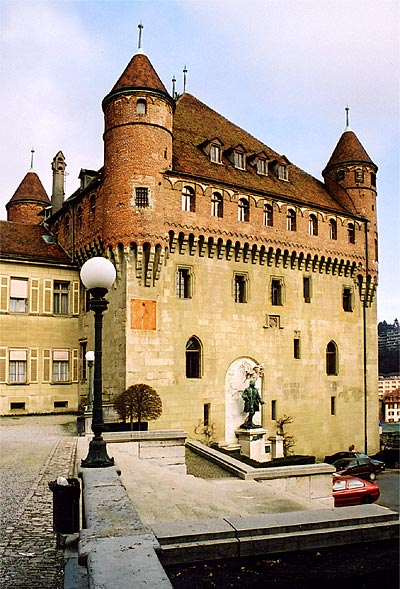
A lausanne-i püspök volt kastélya 1803 óta ad otthont a kanton kormányzatának

Vaud kanton Svájc nyugati részén helyezkedik el. Nyugaton és délen (a Genfi-tavon át) Franciaország, délnyugaton Genf kanton, keleten Fribourg és Bern kantonok, északon Neuchâtel kanton és a Neuchâteli-tó határolja. Területe 3212 km². Bern mellett Vaud az egyetlen kanton amelyik a Jura-hegységtől az Alpokig nyúlik.
Területének délkeleti része hegyvidék: itt terül el a Berni-Alpok északi fele, melyet időnként Vaudi Alpoknak (franciául Alpes Vaudoises) is neveznek. Itt található a kanton legmagasabb pontja, a 3210 m magas Diablerets, valamint számos népszerű síterep Villars-ban, Les Diablerets-ben és Leysinben.
Vaud középső része dombvidék és a jégkorszak maradványaként sok morénát tartalmaz. A Neuchâteli-tó partján fekszik Avenches exklávéja, mely Vaudhoz tartozik, de Fribourg kanton területi veszi körbe. Vaudban Fribourgnak három (Estavayer-le-lac, Vuissens, Surpierre), Genf kantonnak pedig két enklávéja (Céligny két része) található.
A kanton északnyugati része szintén hegyvidék, a Jura-hegység 1500 métert nem meghaladó középhegysége található erre. Itt található a Vallée de Joux, mely síterepeiről és luxusóra-üzemeiről nevezetes. 

## Közigazgatás

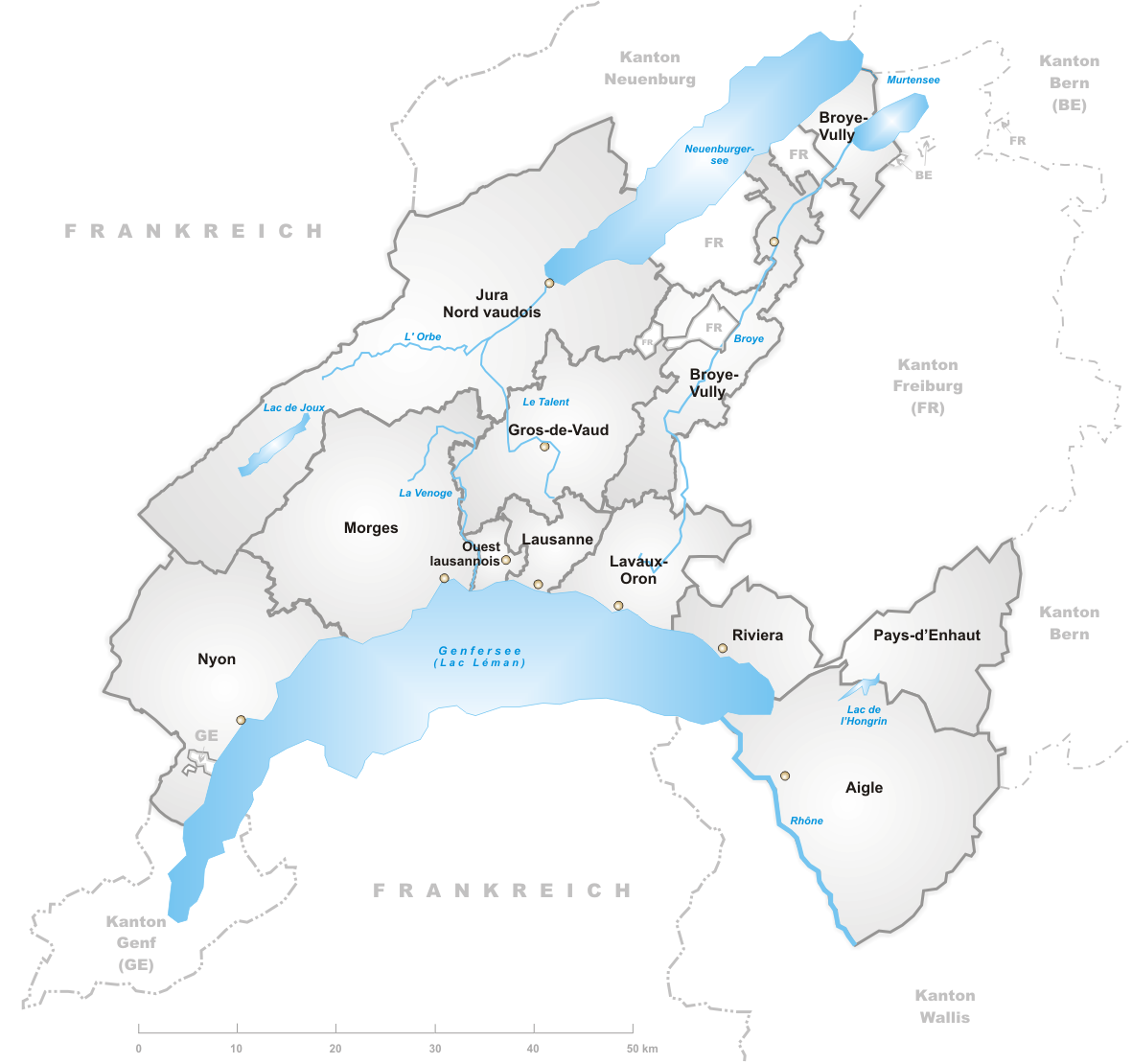
Vaud kerületei

Vaud kanton 10 kerületre és 376 önkormányzatra oszlik. A kerületek:
- Aigle, székhelye Aigle
- Broye-Vully, székhelye Payerne
- Gros-de-Vaud, székhelye Échallens
- Jura-Nord vaudois, székhelye Yverdon-les-Bains
- Lausanne, székhelye Lausanne
- Lavaux-Oron, székhelye Cully
- Morges, székhelye Morges
- Nyon, székhelye Nyon
- Riviera-Pays-d'Enhaut, székhelye Vevey
- Ouest Lausannois, székhelye Renens

## Lakosság
A vaudi lakosok francia anyanyelvűek és történelmileg döntően protestáns vallásúak, de az utóbbi időben a dél-európai bevándorlás következtében a katolikusok száma kiegyenlítődni látszik (40% protestáns, 34% katolikus 2000-ben).
A kantonnak 2013-ban 749 373 lakosa volt. 2010-ben a népesség 28%-a volt külföldi származású, elsősorban olaszok. A nagyobb városok Lausanne (132 788 lakos), Yverdon-les-Bains (28 894 lakos) és Montreux (25 969 lakos). A nagyobb városok Yverdon kivételével a Genfi-tó partján terülnek el.

## Gazdaság
1998-ban a dolgozók 71,7%-a a harmadlagos (szolgáltató), 20,8%-a pedig a másodlagos (ipari termelő) szektorban volt foglalkoztatva. Vaud Svájc második legnagyobb bortermelő kantonja, elsősorban fehérborokat készítenek. A Genfi-tó partján fekvő lavaux-i szőlővidék az UNESCO Világörökség-listájába is bekerült. Orbe környékén a cukorrépa, a La Broy-völgyben a dohány, a Jura-hegység tövében pedig a gyümölcsök termesztése fontos ágazat. A hegyvidéken jellemző a legeltetéses szarvasmarhatenyésztés. Bexben sóbánya működik. 

## Fordítás
- Ez a szócikk részben vagy egészben  a   Vaud című angol Wikipédia-szócikk ezen változatának fordításán alapul.  Az eredeti cikk szerkesztőit annak laptörténete sorolja fel. Ez a jelzés csupán a megfogalmazás eredetét és a szerzői jogokat jelzi, nem szolgál a cikkben szereplő információk forrásmegjelöléseként.